# Brentford Community Stadium
Das Brentford Community Stadium (durch Sponsoringvertrag offiziell Gtech Community Stadium) ist ein Rugby- und Fußballstadion im Londoner Stadtteil Brentford, London Borough of Hounslow im Westen der englischen Hauptstadt, Vereinigtes Königreich. Es ist mit einem Fassungsvermögen von 17.250 Zuschauern seit Eröffnung sowohl die neue Heimspielstätte des Fußballvereins FC Brentford. Von 2020 bis zur Insolvenz 2023 nutzte auch der Rugby-Union-Verein London Irish das Stadion. Das Stadion war ein Austragungsort der Fußball-Europameisterschaft der Frauen 2022.

## Geschichte
Bereits in den 1970er Jahren forcierte der FC Brentford erstmals den Bau eines neuen Stadions, um den 1904 gebauten Griffin Park verlassen zu können. Die Pläne wurde jedoch erst Jahrzehnte später konkreter, als im Oktober 2002 erstmals konkrete Pläne einer neuen Spielstätte in der Nähe der Kew Bridge vom Verein veröffentlicht wurden. Inkludiert war dabei auch eine Einschienenbahn zum Stadion, welche aber alsbald aus den Plänen gestrichen wurde. Die Motivation war, den Verein durch ein neues Stadion konkurrenzfähig und für Investoren interessant zu halten. Nachdem das Projekt jahrelang im Planungsstatus steckte, gaben die Bees im Dezember 2007 bekannt, dass für ein geeignetes 7,6 Acre (31.000 m²) großes Bauland in der Lionel Road eine Kaufoption ausgehandelt wurde. Im Februar 2008 erwarb man den Grund mit dem Partner Barratt Homes Limited.
Am 28. Juni 2012 kaufte der FC Brentford das Land Barratt Homes ab. Es sollte in den nächsten Jahren ein Community Stadium mit einer Zuschauerkapazität von 20.000 Plätze entstehen, welches durch weitere Baumaßnahmen auf 25.000 hätte erhöht werden können. Zum Jahreswechsel 2013/14 erhielt der Verein sowohl vom Hounslow London Borough Council als auch vom damaligen Mayor of London Boris Johnson die Erlaubnis jene Baumaßnahmen durchführen zu dürfen. Als Zeitpunkt des Zeitpunkts der Eröffnung wurde der Sommer 2016 benannt, allerdings war aufgrund diverser Verzögerungen bereits nach kurzer Zeit klar, dass dies nicht eingehalten werden konnte. Weiterer Baugrund für den Bau von 900 Wohnungen wurde in den nächsten Monaten erworben und im Dezember 2014 wurde mit Willmott Dixon eine Partnerschaft eingegangen, welches den Bau des Stadions und den Bau der Wohnungen auf dem Umland der Lionel Road sowie auf dem dann abgerissenen Griffin Park realisieren sollte. Die Freigabe für den Bau erhielt der Verein im September 2016. Bis zu diesem Zeitpunkt war die Kapazität bereits auf 17.250 Plätze gesenkt worden und auch das gesamte Position des Stadions war um drei Meter südlich der Ursprungsstelle verschoben worden, um den Bau einer Straße an der Nordseite zu ermöglichen.
Am 15. August 2016 gab der Rugby-Union-Vereins London Irish, dass Verhandlungen um einen Umzug ins neue Brentford Community Stadium abgehalten werden. Die Irish, die zu diesem Zeitpunkt im Madejski Stadium in Reading, Berkshire spielten, hofften auf eine Rückkehr in die Hauptstadt. Im Februar 2017 wurde den Irish der Einzug ins Stadion gewährt. Das Stadion bietet somit ab der Saison 2020/21 die Heimat des FC Brenfords und der London Irish.
Die Arbeiten zum Bau des Community Stadiums begannen am 24. März 2017 und sollten im Frühling abgeschlossen sein. Die Kosten belaufen sich auf rund 70 Mio. Pfund Sterling. Im Dezember 2018 wurde das Stadion als Spielort für die Europameisterschaft der Frauen 2022 benannt. Das Datum der Fertigstellung verzögerte sich jedoch aufgrund der COVID-19-Pandemie zu einem nicht bekanntgegebenen Zeitpunkt. Am 30. August 2020 gab der FC Brentford bekannt, dass der Bau abgeschlossen und das Stadion zur Nutzung freigegeben ist.
Die erste Partie war am 1. September 2020 ein Testspiel des FC Brentford gegen Oxford United. Nach einer 2:0-Führung durch Sergi Canós endete das Spiel mit einem 2:2-Unentschieden. Am 6. September trug der FC Brentford sein erstes Pflichtspiel in der neuen Heimat aus. In der ersten Runde des EFL Cup 2020/21 trafen die Hausherren auf die Wycombe Wanderers. Nach einem 1:1 gewann Brentford mit 4:2 nach Elfmeterschießen.
Am 28. Juli 2022 wurde bekannt, dass FC Brentford mit der Grey Technology Limited (Gtech), Hersteller und Händler von Heim- und Gartengeräten, einen Sponsoringvertrag abgeschlossen haben. Die Vereinbarung läuft über zehn Jahre und das Stadion trägt den Namen Gtech Community Stadium. Über den finanziellen Rahmen wollte der Club keine Angaben machen, aber es ist die größte Sponsorenvereinbarung in der Clubgeschichte.

## Verkehrsanbindung
Das Stadion grenzt an die Kew Bridge railway station und die nächste Station der London Underground ist der Bahnhof Gunnersbury. Das Gelände der neuen Sportstätte an der Lionel Road liegt zwischen der A4 road und dem M4 motorway.

## Galerie

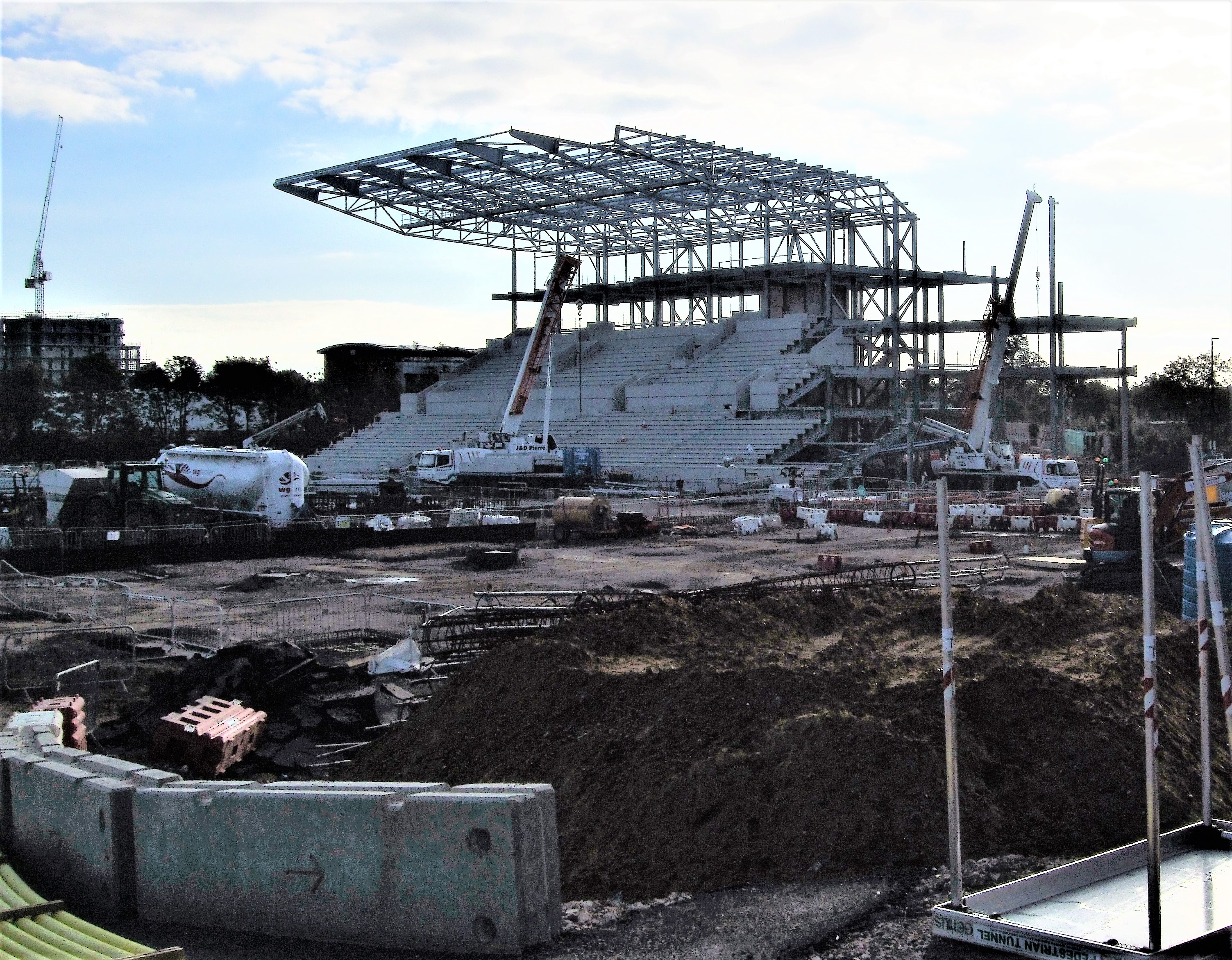
September 2018
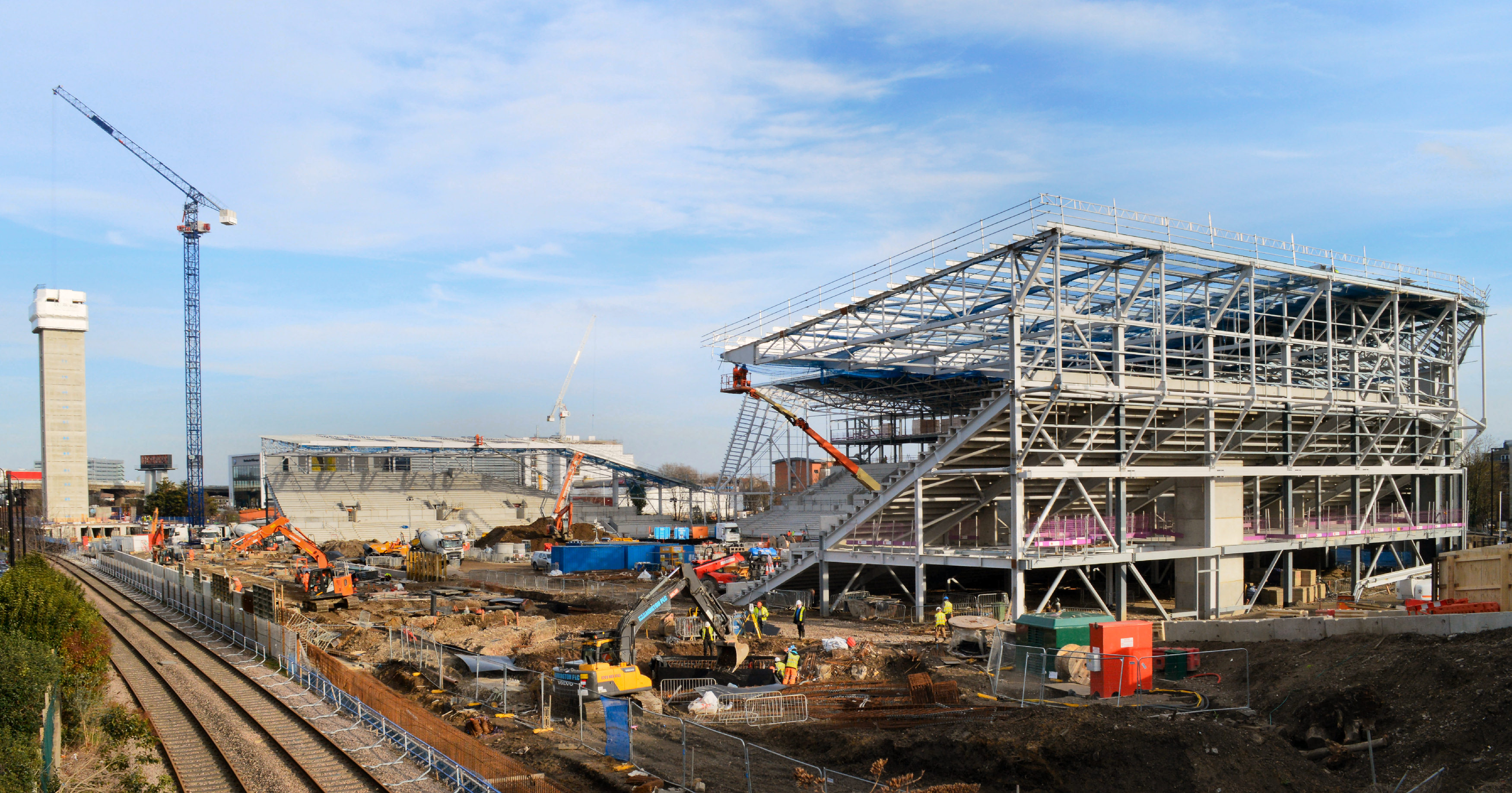
Februar 2019
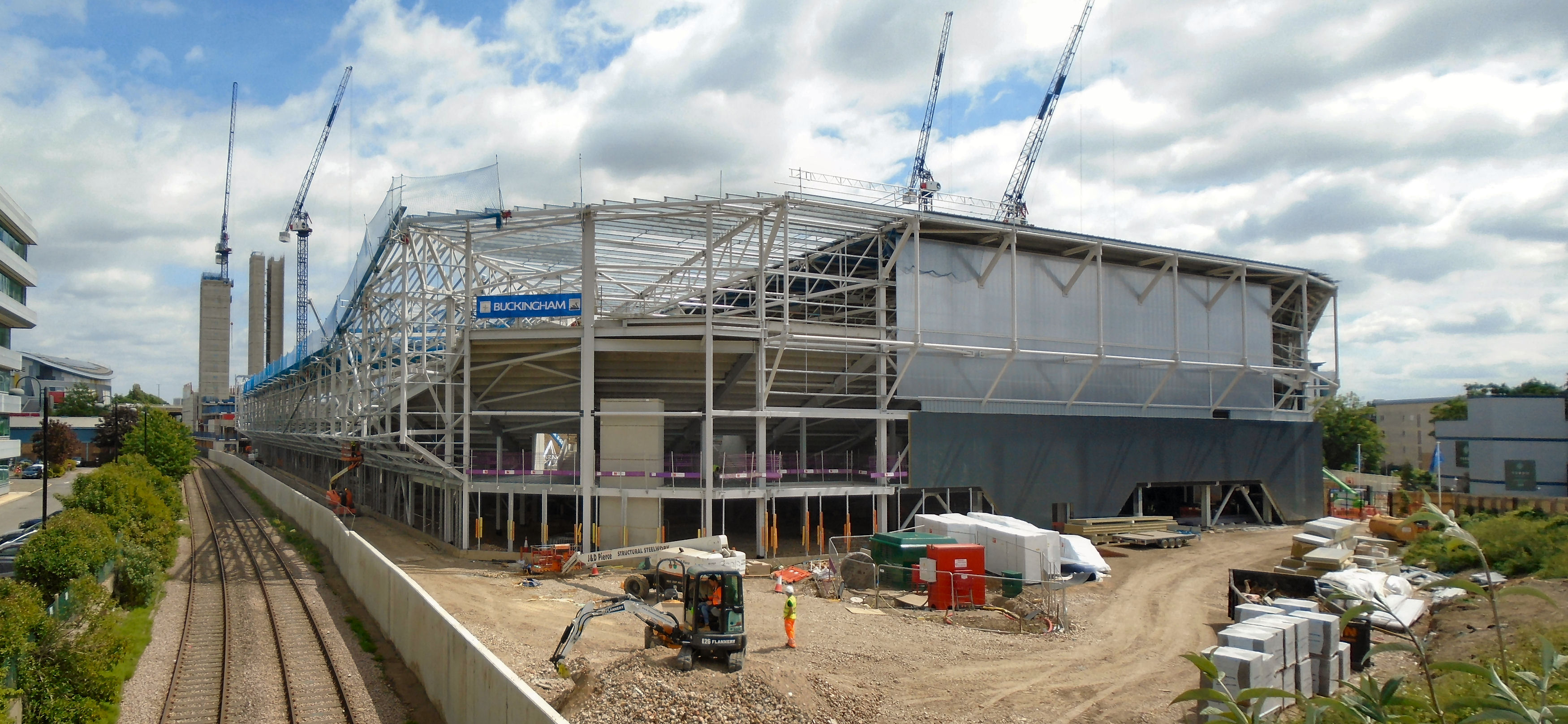
Mai 2019
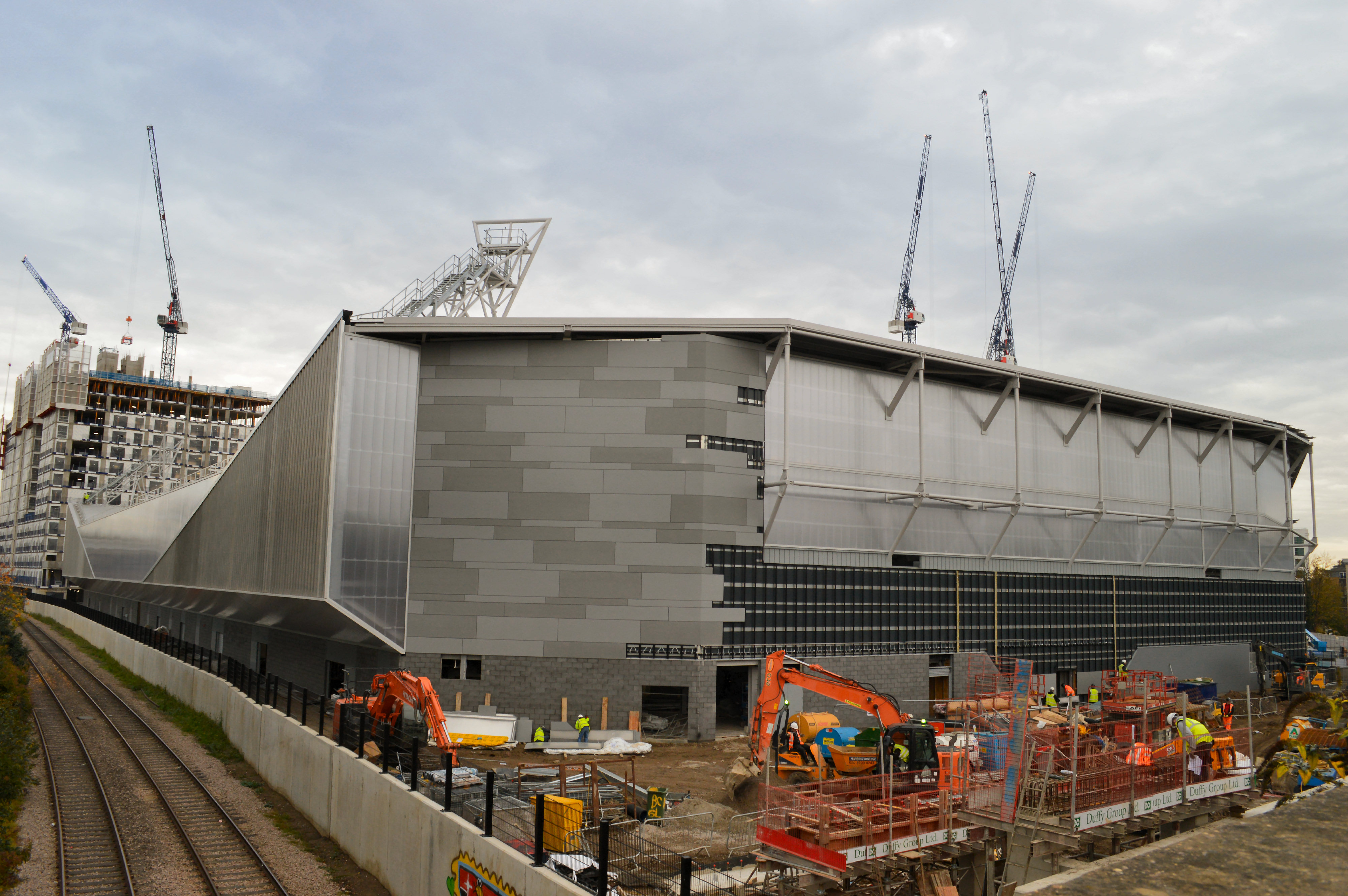
November 2019
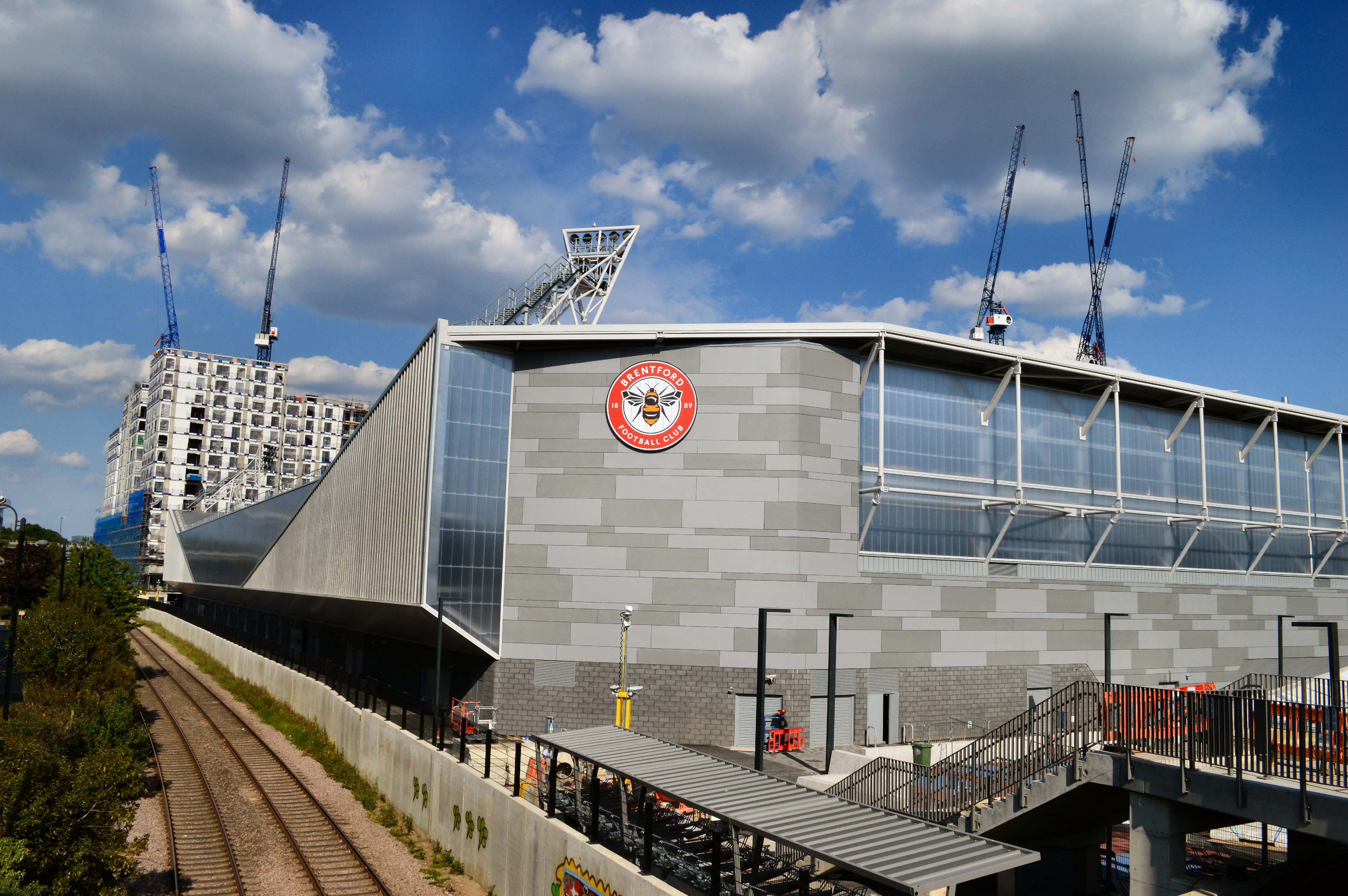
Mai 2020